# Ageleradix otiforma
Ageleradix otiforma là một loài nhện trong họ Agelenidae.
Loài này thuộc chi Ageleradix. Ageleradix otiforma được Jia-Fu Wang miêu tả năm 1991.